# Lista över satiriska tidskrifter

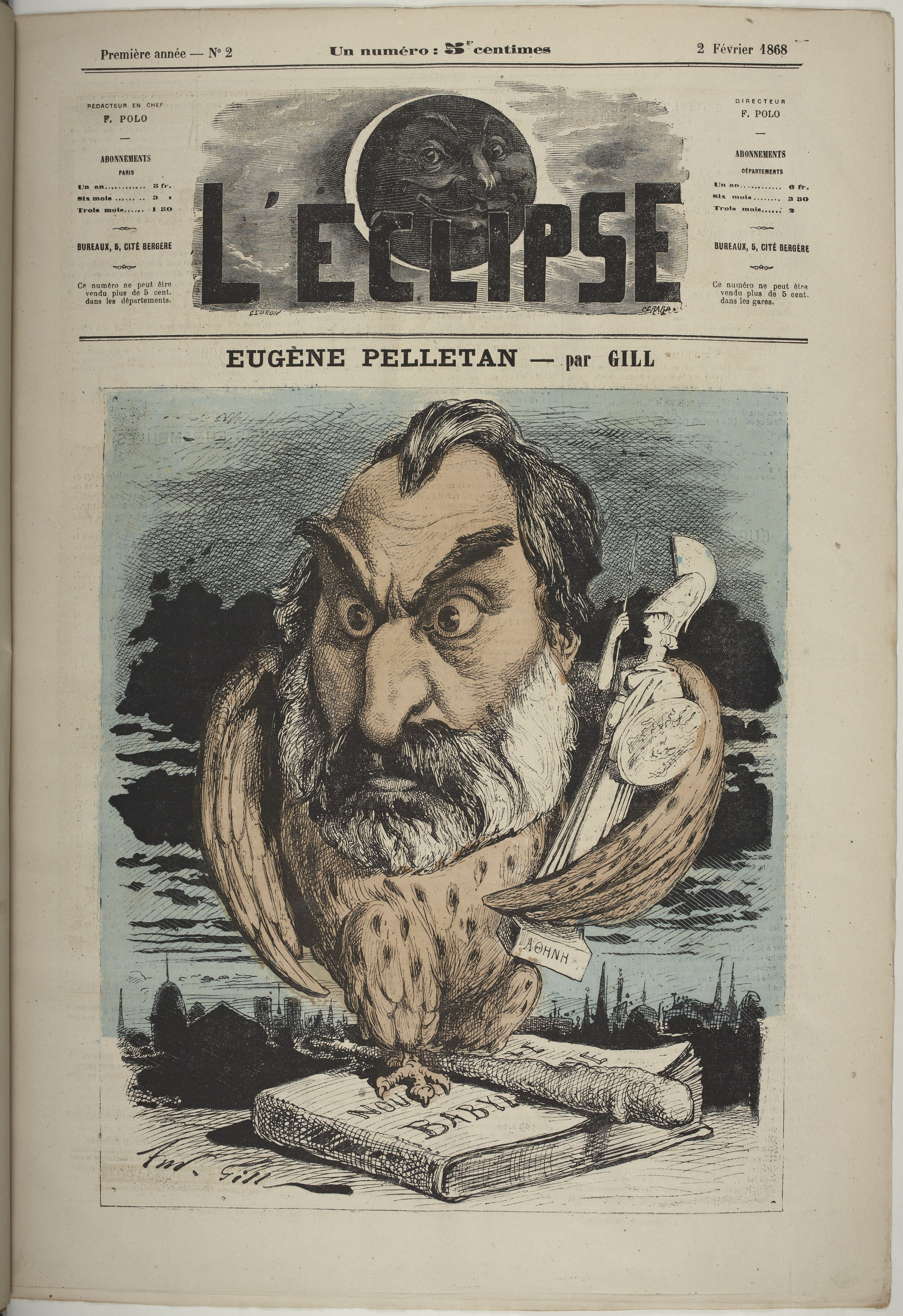
André Gills karikatyrteckning av Eugène Pelletan i L'Eclipse 1868

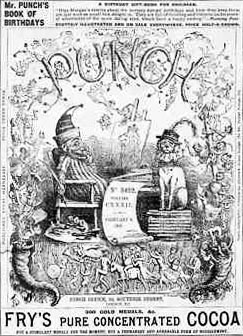
Förstasida av Punch 1869

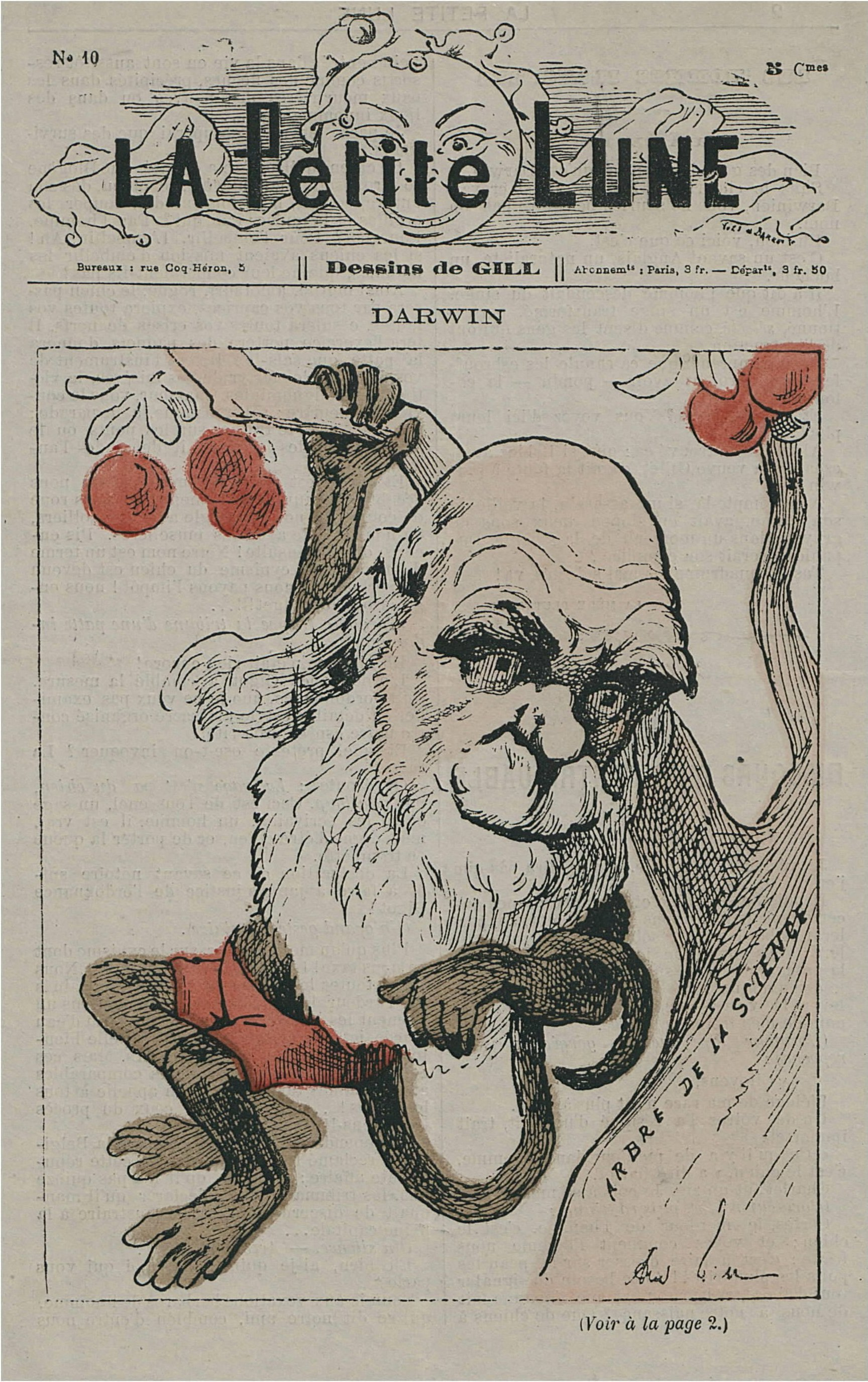
Charles Darwin karikerad i La Petite Lune på 1880-tallet

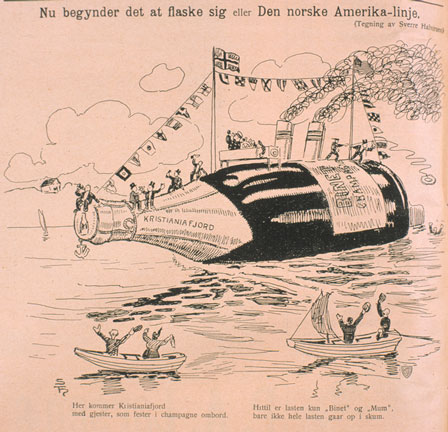
Sverre Halvorsens kommentar till Den Norske Amerikalinjes Kristianiafjord i Humoristen 1913

Satiriska tidskrifter började utkomma i Frankrike efter julirevolutionen 1830. Flera framstående teckare och grafiker började då intressera sig för politiska ämnen, bland andra Paul Gavarni och Honoré Daumier.

## Brasilien
- La Careta

## Danmark
- Corsaren (1840-55)
- Blæksprutten, årspublikalion (1880- )
- Klods-Hans (1899-1926)
- Svikmøllen
- Lurifax

## Finland
- Fyren (1898-1922, 1924-39)
- Garm (1923-53)

## Frankrike
- La Caricature (1830-43)
- Le Charivari (1832-37)
- Le Courrier francais (1884)
- Le Rire (1894-1950-talet)
- Hara-Kiri (1960-86)
- Le Canard Enchaîné (1915- )
- Charlie Hebdo (1969-81, 1992- )
- L'Eclipse
- La Petite Lune

## Norge
- Korsaren (1894-1926)
- Tyrihans (1881-1958)
- Trangviksposten (1899-1907)
- Exlex (1919-20)
- Humoristen

## Sovjetunionen
- Krokodil (1922-91)
- Zanoza
- Prozhektor

## Storbritannien
- Punch (1841-1992, 1996-2002)
- Private Eye (1961-fortfarande)

## Sverige
- Söndags-Nisse omkring (1862)
- Kasper (1869)
- Strix (1897)
- Puck (1901)
- Karbasen (1901)
- Naggen (1912—21)
- Söndagsnisse-Strix (1924-55)
- Lutfisken, jultidning för Söndagsnisse-Strix
- Grönköpings Veckoblad (1916- )

## Tyskland
- Fliegende Blätter (1844-1944)
- Kladderadatsch (1848-1944)
- Titanic (1979- )
- Simplicissimus (1896-1944)

## USA
- Judge (1881-1947)
- Puck (1871-1918)
- Harvard Lampoon (1876- )
- Mad Magazine (1952- )
- Spy (1986-98)
- The Onion (1988- )
- ClickHole (2014- )